# Eriopyga mediorufa
Eriopyga mediorufa là một loài bướm đêm trong họ Noctuidae.